# Franciskus av Assisi (opera)
Franciskus av Assisi (Saint François d'Assise) är en opera i tre akter med text och musik av Olivier Messiaen som handlar om Franciskus av Assisi.

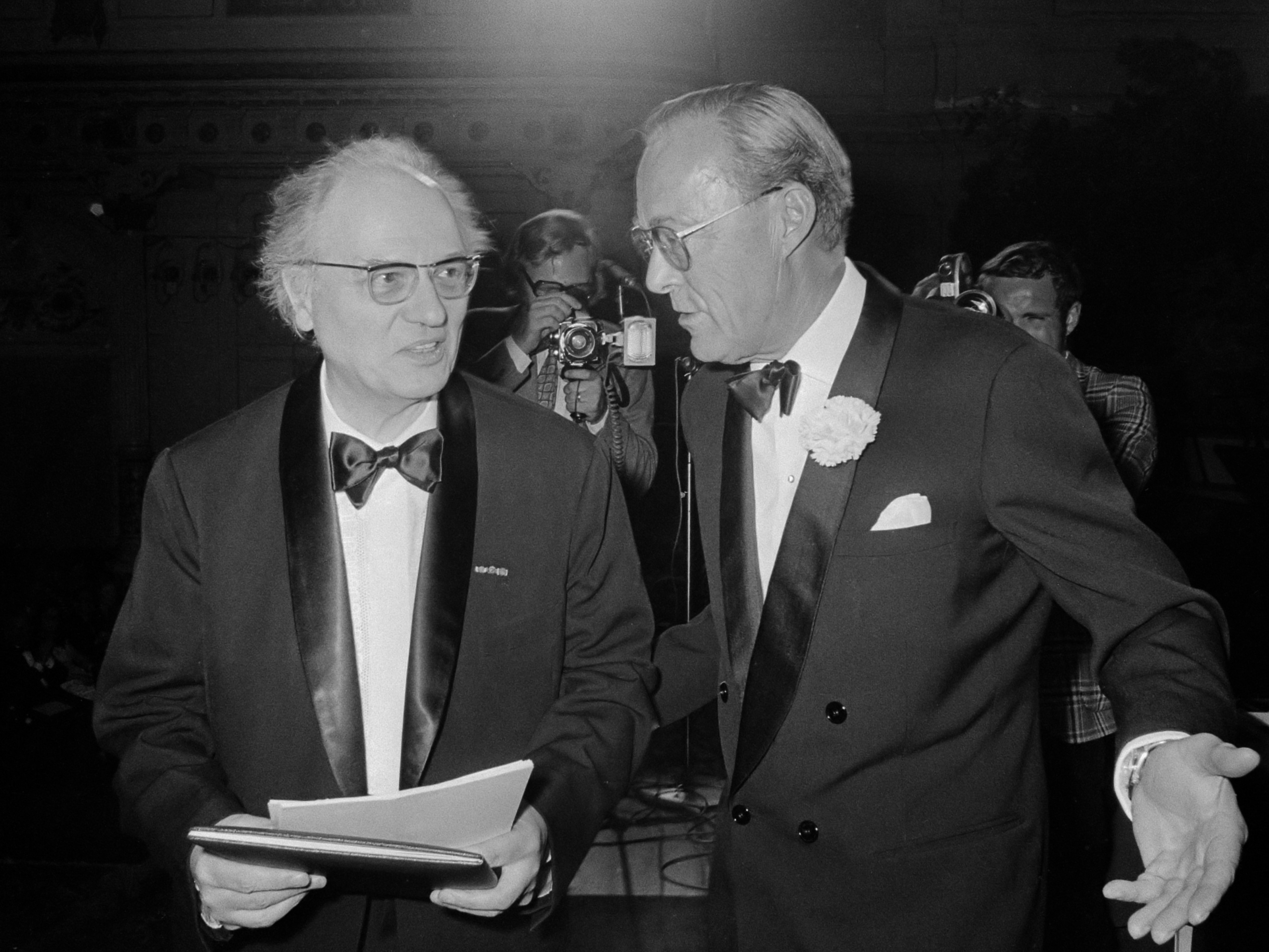
Olivier Messiaen och prins Bernhard av Nederländerna 1971.

## Historia
1971 bad operachefen Rolf Liebermann att Messiaen skulle komponera en opera för Paris. Messiaen blev överraskad och avböjde först men insåg sedan vilken chans det var. Kompositionen tillkom mellan 1975 och 1983 och uruppförandet på L'Opéra Garnier (under ledning av Seiji Ozawa) den 29 november 1983 ansågs av tonsättaren motsvara hans intentioner. Men med en speltid på 4 timmar och 14 minuter och dessutom en jätteorkester på 110 man och 150 korister måste uppförandet av operan blir undantagshändelser. Därmed uppstod en praxis att framföra enstaka scener konsertant, så skedde 1985 med Dietrich Fischer-Dieskau i Salzburg. En konsertversion av hela operan framfördes 1988 på Opéra de Lyon med London Philharmonic Orchestra under ledning av Kent Nagano, varefter operan 1992 iscensattes av Peter Sellars och fick ett bejublat mottagande under festspelen i Salzburg. 1997 blev den till en stor operahändelse på Leipziger Opernhaus.

## Om operan
Franciskus av Assisi är inget esoteriskt eller katolskt bländverk, utan ett konstverk där gudomligheten som uttryck för frihet, glädje och total avsaknad av fruktan förs fram med stora ansträngningar och oförvitliga medel. Med musikens fluktuerande rytmer och skimrande kromatiska harmonik lyckas Messiaen ge uttryck för såväl det begripliga som det alltför komplexa. I operan mittpunkt är en fågelpredikan placerad. Enligt Messiaen förkunnar fåglarna Guds kärlek och kärleken till Gud. Med deras hjälp kan man genom den sinnligt förnimbara naturen steg för steg närma sig den gudomliga sanningen.
Operan lever på ett alldeles idealiskt sätt upp till talesättet: "Hör, så kommer din själ att leva!" Skapelsen som lovsång är det centrala budskapet, såväl hos den historiska förebilden som hos "titelhjälten". I strikt mening handlar det om en opera som inte kräver någon scenisk illustration, vilket kan göra det svårt för iscensättarna att finna ett adekvat spelsätt.

## Personer
- Ängeln (Sopran)
- Franciskus av Assisi, Saint François (Baryton)
- Den spetälske (Tenor)
- Broder Leo, Frère Léon (Baryton)
- Broder Maseus, Frère Massée (Tenor)
- Broder Elias, Frère Élie (Tenor)
- Broder Bernhard, Frère Bernard (Bas)
- Broder Sylvester, Frère Sylvestre (Bas)
- Broder Rufinus, Frère Rufin (Bas)
- Bröder, Jesu röst (kör)

## Handling
Akt I
Scen 1. Korset
En gata. Bröderna ställer frågor om livet, eftersom de fruktar döden. Franciskus lär dem att leva i glädje, det vill säga att övervinna fruktan för döden genom att älska sin nästa.
Scen 2. Lovsången
Inne i en klostercell. Franciskus prisar Guds skapelse och ber om att bli förmögen att själv kunna älska en spetälsk.
Scen 3. Kyssandet av den spetälske.
I ett lasarett. Franciskus finner den spetälske motbjudande, men han övervinner sina känslor, kysser och förlöser henne. (Orkestermellanspel: Den spetälskes dans.)
Akt II
Scen 4. Den resande ängeln.
Berget La Verna. En ängel vill bli insläppt hos bröderna, men blir till en början avvisad. Först efter att ha föreläst om livet efter döden blir han mottagen.
Scen 5. Den musicerande ängeln.
Franciskus blir rörd i sitt innersta av ängelns musik och är redo att dö.
Scen 6. Fågelpredikan
Franciskus predikar för fåglarna i sin hemtrakt Umbrien, men även för dem i världens andra ända: "Allt vackert måste nå friheten, härlighetens frihet." (Orkestermellanspel: Fåglarnas stora konsert)
Akt III
Scen 7. Stigmat
La Verna. Natt. Efter en lång bön förser Gud Franciskus med Jesu fem heliga sår, symbolen för den fulländade kärleken till nästan. 
Scen 8. Döden och det nya livet.
Franciskus tar avsked av sina bröder, ger i döden uttryck för essensen i sitt liv och når klarhet: "Herre! Herre! Musik och diktning har fört mig till Dig: genom bild, genom symbol och emedan sanningen saknas mig."